# Hysen
Hysen – imię greckiego pochodzenia (gr.Υσικο), utworzone od przymiotnika φυσικο ("naturalny").
Znane osoby noszące imię Hysen:
- Hysen Hakani - reżyser albański.
- Hysen Sinani - pisarz i tłumacz albański